# Herman Vanden Berghe
Herman baron Vanden Berghe (Overboelare, 12 juni 1933 - Oud-Heverlee, 23 januari 2017) was een Belgisch hoogleraar genetica.

## Biografie
Herman Vanden Berghe, een telg uit het geslacht Vanden Berghe, liep school in het Sint-Catharinacollege te Geraardsbergen. Hij studeerde geneeskunde aan de Katholieke Universiteit Leuven met licenties in de radiobiologie en de medische wetenschappen. Hij promoveerde in de medicijnen en werd professor erfelijkheidsleer. In 1966 stichtte hij het Leuvense Centrum voor Menselijke Erfelijkheid.
Van 1985 tot 1995 was Vanden Berghe tevens vicerector en onderzoekscoördinator. In die periode bouwde hij de Dienst Onderzoekscoördinatie van de Katholieke Universiteit Leuven uit, die het onderzoeksbeleid van de universiteit uittekent. In 1988 was hij stichtend lid van het wetenschappelijk International Forum for Biophilosophy. In 1991 nam hij het initiatief tot de oprichting van de Alamire Foundation en bleef er voorzitter tot aan zijn dood. In 1993 verhief Boudewijn van België hem in de erfelijke Belgische adel met de persoonlijke titel van baron.
In 1999 ging Vanden Berghe op emeritaat. In 2000 werd hij voorzitter van de Koning Boudewijnstichting en bleef aan tot 2003, waarna hij ere-voorzitter werd.
Begin 2011 werd het "Herman Vanden Berghe Fonds" opgericht ter bevordering van het onderzoek in de menselijke genetica.
Vanden Berghe was eredoctor van verschillende Europese universiteiten. Hij was tevens een gedreven muziekliefhebber, actief als hoornist (jachthoorn), tevens als koorlid van de Schola Cantorum in de Leuvense Sint-Kwintenskerk. Ook steunde hij een aantal uiteenlopende culturele en cultureel-wetenschappelijke initiatieven zoals de Alamire Foundation, een internationaal centrum voor de studie van de oude muziek in de Lage Landen, en het koor Cappella Concinite. Hij was verder nog voorzitter van het Festival van Vlaanderen Vlaams-Brabant.
Vanden Berghe stierf op 23 januari 2017 op 83-jarige leeftijd te Oud-Heverlee.